# Diaphorina bicolor
Diaphorina bicolor är en insektsart som beskrevs av Capener 1970. Diaphorina bicolor ingår i släktet Diaphorina och familjen rundbladloppor. Inga underarter finns listade i Catalogue of Life.